# Beato de El Escorial
El Beato de El Escorial (El Escorial, Biblioteca del Monasterio, Cod. & II. 5) es un manuscrito iluminado, mozárabe del siglo X, que contiene el comentario al Apocalipsis del Beato de Liébana y que se conserva en la Real Biblioteca del Monasterio de San Lorenzo de El Escorial, situado en la Comunidad Autónoma de Madrid (España).

## Descripción
Las iluminaciones del manuscrito muestran similitudes en el estilo de los producidos por Florentius, el artista responsable de una copia Moralia, sive Expositio in Job del papa Gregorio I que se conserva en Madrid, (Biblioteca Nacional de España, Cod. 80). El manuscrito fue copiado en el Escritorio de San Millán, en San Millán de la Cogolla, por lo que a veces se lo llama Beato de San Millán.
Se conservan otros dos manuscritos que fueron copiados en el Escritorio de San Millán, uno anterior a éste y otro posterior, a los que también se suele llamar Beatos de San Millán:
- Beato de la Real Academia de la Historia (Beato de San Millán). Hacia 930. Madrid. Real Academia de la Historia. Ms. 33.
- Beato Primero de la Biblioteca Nacional (Beato de San Millán). Segundo tercio del siglo X. Madrid. Biblioteca Nacional. Ms. Vitr. 14.1.

Hay 151 folios existentes, de pergamino, que miden 395 mm por 225 mm. El manuscrito está ilustrado con 52 miniaturas en las que predominan los colores amarillos, verdes y ocres.